# Графф, Якоб Диркс де
Якоб Диркс де Графф (нидерл. Jacob Dircksz de Graeff; 1579/1571 год — 6 октября 1636 года) — один из самых выдающихся представителей династии де Графф, влиятельный член Партии Штатов, регент и мэр Амстердама после политического краха Рейнира Пау с 1627 года.
В середине XVII века, в течение Золотого века, де Графф управлял политической жизнью города в тесном сотрудничестве со своим племянником Андрисом Биккером. Вместе с Биккером он также возглавлял арминианскую партию города. Якоб де Графф был настроен против влияния династии Оранских. Он был членом семьи регентов, которая принадлежала к республиканскому политическому движению, также упоминаемому как ‘партия Штатов’, в противоположности к роялистам.

## Династия де Графф
Якоб де Графф родился в Эмдене в семье Дидерика (Дирка) Янса Граффа и Агнис Питресдр ван Нек. Его детство прошло в Эмдене, а позже в Амстердаме, на улочке Низель, недалеко от Ауде керк.
В течение Золотого века династия де Графф была решительно настроена против власти династии Оранских в Нидерландах. Вместе с республиканцами Андрисом, Корнелисом и Яном Биккером, де Граффы стремились к отмене штатгальтерства. Они желали полного суверенитета отдельных провинций в том виде, в котором Голландская республика не управлялась бы одним человеком. Вместо суверена (штатгальтера) политическая и военная власть должна была быть представлена Генеральными Штатами и регентами городов. Оба сына Якоба, Корнелис и Андрис стали самыми влиятельными регентами Голландии в течение Первого Периода без штатгальтера.
Как представитель династии де Графф и регент и мэр Амстердама, Якоб имел титулы лорда Зёйд-Полсбрука, лорда Слотена, Ньивер-Амстела, Осдорпа и Амстелвена. Якоб также был владельцем земли в Зейпе- и Хазепольдере, Ватерграфс- и Вимермере.

## Карьера
Де Графф изучал древние языки в Лейденском университете. В 1597 году он женился на Алтье Буленс Лун, среди их детей были Корнелис, Андрис и Агнета де Графф ван Полсбрук, мать Венделы Биккер, жены Яна де Витта. Де Графф был купцом, после в 1598 году он стал шеффеном, с 1603 года он член городского совета, и в период до 1638 года он шесть раз избирался мэром Амстердама, впервые заняв эту должность в 1611 году.
Будучи депутатом в Штатах Голландии и Западной Фрисландии (1615—1617), де Графф был симпатиком Олденбарневелта. В 1618 году, как регент и мэр Амстердама, Якоб де Графф был глубоко вовлечён в политический кризис, который поглотил режим Олденбарневелта и поставил его на грань краха. Амстердам был одним из городов Голландии, чьи регенты приняли сторону ремонстрантов и агитировали за Острую Резолюцию 1617 года, которая позволила правительству городов держать частные армии, называемые вардгельдерами. Против этого выступали контр-ремонстранты, и штатгальтер Мориц Оранский рассматривал эту политику как вызов его авторитету главнокомандующего Армии Штатов. 23 августа 1618 года, по приказу Генеральных Штатов, Олденбарневелт и его главные сторонники, такие как Гуго Гроций, Гиллес ван Леденберг, Ромбаут Хогербетс были арестованы. Якоб де Графф утратил своё политическое влияние в правительстве на несколько лет. После политического краха роялиста Рейнира Пау в 1627 году де Графф вернул себе власть. В конце 1620-х и в 1630-х годах он управлял политической жизнью города в тесном сотрудничестве со своим племянником Андрисом Биккером.
Де Графф умер в Амстердаме, его гробница находится в Ауде керк. После его смерти его сын Корнелис и убеждённые республиканцы братья Андрис и Корнелис Биккеры взяли на себя его обязанности в городском совете.